# John A. Key

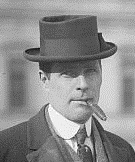
John A. Key (1914)

John Alexander Key (* 30. Dezember 1871 in Marion, Ohio; † 4. März 1954 ebenda) war ein US-amerikanischer Politiker. Zwischen 1913 und 1919 vertrat er den Bundesstaat Ohio im US-Repräsentantenhaus.

## Werdegang
John Key besuchte die öffentlichen Schulen seiner Heimat und absolvierte danach eine Lehre im Druckerhandwerk. Zwischen 1897 und 1903 war er Briefträger in seiner Heimatstadt; von 1903 bis 1908 war er als Recorder bei der Verwaltung des Marion County angestellt. Anschließend fungierte er zwischen 1908 und 1912 als Sekretär des Kongressabgeordneten Carl C. Anderson. Wie dieser war auch Key Mitglied der Demokratischen Partei.
Bei den Kongresswahlen des Jahres 1912 wurde Key im 13. Wahlbezirk von Ohio in das US-Repräsentantenhaus in Washington, D.C. gewählt, wo er am 4. März 1913 die Nachfolge von Anderson antrat. Nach zwei Wiederwahlen konnte er bis zum 3. März 1919 drei Legislaturperioden im Kongress absolvieren. Seit 1915 vertrat er dort als Nachfolger von Frank B. Willis den achten Distrikt seines Staates. In seine Zeit als Kongressabgeordneter fiel der Erste Weltkrieg. Im Jahr 1913 wurden der 16. und der 17. Verfassungszusatz ratifiziert. Dabei ging es um die bundesweite Einführung der Einkommensteuer und die Direktwahl der US-Senatoren. Während seiner drei Legislaturperioden im Kongress war Key Vorsitzender des Committee on Pensions. Im Jahr 1918 wurde er nicht wiedergewählt.
Nach dem Ende seiner Zeit im US-Repräsentantenhaus arbeitete John Key in der Ölindustrie. Von 1934 bis 1941 war er Inspektor für die Bundesstrafanstalten; danach zog er sich in den Ruhestand zurück. Er starb am 4. März 1954 in Marion, wo er auch beigesetzt wurde.